# Presidente das Ilhas Marshall

Selo do governo das Ilhas Marshall

O Presidente das Ilhas Marshall é o chefe de governo e chefe de estado das Ilhas Marshall. O presidente é eleito pela Nitijela (Legislatura) entre os seus membros. Os presidentes escolhem os integrantes do seu governo entre os membros da Nitijela. 
Amata Kabua foi eleito o primeiro presidente da república em 1979, tendo sido reeleito em 1983, 1987, 1991 e 1996. Depois da morte de Amata Kabua (no cargo), o seu primo Imata Kabua venceu uma eleição especial em 1997. 
O atual presidente é David Kabua, eleito em janeiro de 2020.